# Лубниці (Лодзинське воєводство)
Лубниці (пол. Łubnice) — село в Польщі, у гміні Лубніце Верушовського повіту Лодзинського воєводства.
Населення — 1118 осіб (2011).
У 1975-1998 роках село належало до Каліського воєводства.

## Демографія
Демографічна структура станом на 31 березня 2011 року:
|          | Загалом | Допрацездатний вік | Працездатний вік | Постпрацездатний вік |
| -------- | ------- | ------------------ | ---------------- | -------------------- |
| Чоловіки | 562     | 133                | 377              | 52                   |
| Жінки    | 556     | 116                | 305              | 135                  |
| Разом    | 1118    | 249                | 682              | 187                  |